# Чо Ин Хо
Чо Ин Хо (кор. 조 인호, 24 июня 1978, Сеул) — корейский скелетонист, выступавший за сборную Южной Кореи с 2004 года по 2010-й. Участник зимних Олимпийских игр в Ванкувере, многократный призёр национального первенства. 

## Биография
Чо Ин Хо родился 24 июня 1978 года в Сеуле. Активно заниматься скелетоном начал в возрасте двадцати четырёх лет, в 2004 году прошёл отбор в национальную сборную и стал принимать участие в различных международных стартах, в частности, в ноябре дебютировал в Кубке Европы, показав на трассе австрийского Иглса пятьдесят девятое время. Принял участие в заездах зимней Универсиады 2005 года, где в мужской одиночной программе был тринадцатым. 28 ноября 2008 года дебютировал на взрослом Кубке мира, первый свой этап, прошедший на трассе немецкого Винтерберга, окончил на двадцать восьмом месте, и всю оставшуюся часть сезона провёл примерно на том же уровне.
На чемпионате мира 2009 года в американском Лейк-Плэсиде кореец потерпел крушение и не финишировал, зато на этапах Кубка Америки показывал довольно неплохие результаты, успешно провёл заезды Межконтинентального кубка. Благодаря череде удачных выступлений Чо Ин Хо удостоился права защищать честь страны на зимних Олимпийских играх 2010 года в Ванкувере, без проблем прошёл квалификацию и планировал побороться здесь с лидерами мирового кубка, но в итоге вынужден был довольствоваться только двадцать вторым местом. После Олимпиады решил сменить амплуа и перешёл в бобслей, провёл несколько этапов в качестве разгоняющего двойки, однако каких бы то ни было существенных результатов добиться не смог, поэтому вскоре принял решение завершить карьеру профессионального спортсмена.